# Laurens ten Dam
Laurens ten Dam (født 13. november 1980) er en hollandsk tidligere professionel cykelrytter.